# Еленхард
Еленхард фон Фрайзинг (на немски: Ellenhard von Freising; † 11 март 1078) от рода на Зигхардингите, е епископ на Фрайзинг от 1052 до 1078 г.

## Биография
Той е третият син на граф Зигхард VII от Химгау († 1044) и съпругата му Билихилд фон Андекс († 1075), дъщеря на Фридрих I, граф на Горен Изар (Андекс). Брат е на Зигхард († 1077), патриарх на Аквилея (1068 − 1077).
През 1052 г. крал Хайнрих III го прави епископ на Фрайзинг, помазан е за епископ на 15 ноември 1052 г. Той винаги е на страната на император Хайнрих IV, който често посещава епископа на Фрайзинг. На църковния събор във Вормс през 1076 г. той е към епископите, които искат свалянето на папа Григорий VII.
Еленхард е основател на манастира „Св. Андрей“ във Фрайзинг, в който е погребан.